# Yeti Airlines

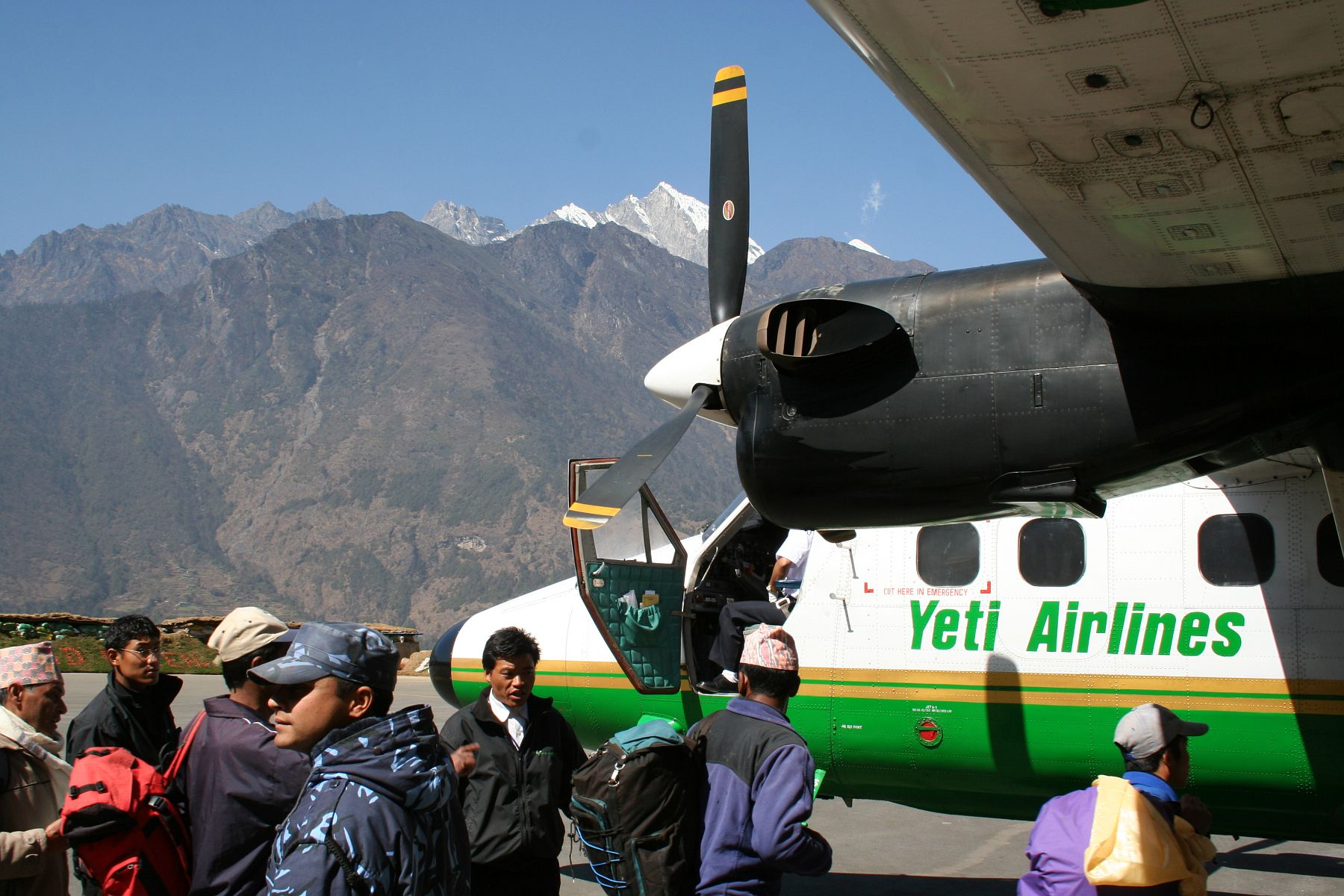
Yeti Airlines

Yeti Airlines (Nepalees: यती एअरलाइन्स) is een luchtvaartmaatschappij gevestigd in Nepal. De maatschappij vliegt regionale routes binnen Nepal.

## Geschiedenis
Yeti Airlines is ontstaan in mei 1998 en kreeg zijn Air Operators certificaat op 17 augustus 1998. Yeti Airlines startte de vluchten met twee De Havilland Canada DHC-6 Twin Otters. Yeti Airlines vliegt naar bijna alle steden in Nepal, die hoog in de bergen liggen. 

## Bestemmingen
Lukla, Phaplu, Rumjatar, Lamidanda, Tumlingtar, Taplejung, Bajhang, Safebagar, Simikot, Rara, Jumla, Dolpa, Rukum, Salley, Dang, Nepalgunj, Surkhet, Meghauly, Bharatpur, Simara, Janakpur, Bhadrapur, Biratnagar, Bhairahawa, Pokhara.

## Rondvlucht langs de Mount Everest
Yeti Airlines vliegt op elke morgen een rondvlucht langs de Mount Everest die een uur duurt.

## Vloot
In april 2019 had Yeti Airlines:
- 6 British Aerospace Jetstream 41
- 3 ATR 72-500

## Ongevallen
- Op 25 mei 2004 stortte Yeti Airlines-vlucht 117, een vrachtvlucht van Yeti Airlines met een De Havilland Canada DHC-6 Twin Otter (registratie 9N-AFD), neer op een heuvel bij het naderen van luchthaven van Lukla. Alle drie bemanningsleden kwamen om het leven.[1]
- Op 21 juni 2006 stortte een De Havilland DHC-6 Twin Otter in een rijstveld bij het naderen van de luchthaven van Jumla. Hierbij kwamen alle zes passagiers en drie bemanningsleden om het leven.[2]
- Op 8 oktober 2008 stortte een De Havilland DHC-6 Twin Otter (registratienummer 9N-AFE) met 19 mensen aan boord bij nadering van de luchthaven van Lukla neer. Yeti Airlines-vlucht 103 was onderweg van Ksthamndu naar Lukla. Achttien mensen kwamen om en één van de piloten overleefde het ongeval. Onder de passagiers bevonden zich twaalf Duitse, twee Zwitserse en twee Nepalese burgers.[3]
- Op 15 januari 2023 stortte om 10.50 plaatselijke tijd een ATR 72-500, onderweg van Kathmandu naar Pokhara, vlak voor de landing in Pokhara neer. Aan boord van Yeti Airlines-vlucht 691 bevonden zich 68 passagiers en vier bemanningsleden. Ten minste 68 inzittenden kwamen om het leven.[4]